# Campeonato Mundial de Balonmano Masculino Junior de 2011
El XVIII Campeonato Mundial de Balonmano Masculino Junior se celebró en Grecia entre el 17 de julio y el 31 de julio de 2011 bajo la organización de la Federación Internacional de Balonmano (IHF) y la Federación Griega de Balonmano.
Un total de 24 países compitieron por el título de campeón mundial junior como en las últimas ediciones pero con un cambio en el sistema de competición. Los 24 países se dividirán en 4 grupos de 6 equipos, los 4 mejores de cada grupo pasarán a la fase de octavos de final en eliminatoria directa hasta el final. 
Australia renunció a la plaza que había conseguido como campeón de Oceanía siendo sustituida por la selección de Noruega que ocupaba el primer puesto de las naciones sustitutas. El 16 de junio de 2011 Uruguay renuncia también a su plaza en el campeonato pasando el derecho a la selección de Venezuela que era la primera sustituta de la Confederación Panamericana. 

## Sedes
| Grupo                      | Ciudad     | Instalación        | Capacidad |
| -------------------------- | ---------- | ------------------ | --------- |
| C y fase final             | Tesalónica | PAOK Sports Arena  | 8.500     |
| D y partidos emplazamiento | Tesalónica | Evosmos Sport Hall | 1.750     |
| B y partidos emplazamiento | Tesalónica | YMCA Indoor Arena  | 2.000     |
| A                          | Tesalónica | MIKRA 3            | 1.300     |

## Grupos
| Grupo A   | Grupo B   | Grupo C       | Grupo D  |
| --------- | --------- | ------------- | -------- |
| Eslovenia | Dinamarca | Egipto        | Portugal |
| Francia   | Argentina | Alemania      | Suecia   |
| Serbia    | Grecia    | Brasil        | España   |
| Túnez     | Catar     | Rusia         | Canadá   |
| Chile     | Argelia   | Corea del Sur | Hungría  |
| Noruega   | Venezuela | Benín         | Irán     |

## Ronda Previa
Los primeros cuatro de cada grupo alcanzan los octavos de final. Los equipos restantes juegan entre sí por los puestos 17 a 24.

### Grupo A
| Equipo    | J | G | E | P | GF  | GC  | DG  | PTS |
| --------- | - | - | - | - | --- | --- | --- | --- |
| Eslovenia | 5 | 4 | 0 | 1 | 159 | 125 | +34 | 8   |
| Túnez     | 5 | 4 | 0 | 1 | 158 | 115 | +43 | 8   |
| Francia   | 5 | 3 | 1 | 1 | 143 | 132 | +11 | 7   |
| Noruega   | 5 | 2 | 1 | 2 | 148 | 140 | +8  | 5   |
| Serbia    | 5 | 1 | 0 | 4 | 125 | 125 | 0   | 2   |
| Chile     | 5 | 0 | 0 | 5 | 92  | 188 | −96 | 0   |

- Resultados

| Fecha | Hora² | Partido¹  | Partido¹ | Partido¹  | Resultado |
| ----- | ----- | --------- | -------- | --------- | --------- |
| 17.07 | 14:30 | Serbia    | -        | Chile     | 35-19     |
| 17.07 | 16:30 | Eslovenia | -        | Túnez     | 32-28     |
| 17.07 | 18:30 | Francia   | -        | Noruega   | 29-29     |
| 18.07 | 14:00 | Túnez     | -        | Francia   | 31-22     |
| 18.07 | 14:30 | Noruega   | -        | Serbia    | 29-26     |
| 18.07 | 18:30 | Chile     | -        | Eslovenia | 23-42     |
| 19.07 | 16:00 | Eslovenia | -        | Noruega   |           |
| 19.07 | 18:00 | Francia   | -        | Serbia    |           |
| 19.07 | 20:00 | Túnez     | -        | Chile     |           |
| 21.07 | 16:00 | Francia   | -        | Chile     |           |
| 21.07 | 18:00 | Serbia    | -        | Eslovenia |           |
| 21.07 | 20:00 | Noruega   | -        | Túnez     |           |
| 22.07 | 16:00 | Chile     | -        | Noruega   |           |
| 22.07 | 18:00 | Serbia    | -        | Túnez     |           |
| 22.07 | 20:00 | Eslovenia | -        | Francia   |           |

- (¹) -  Todos en Tesalónica (MIKRA 3)
- (²) -  Hora local de Grecia (UTC+3)

### Grupo B
| Equipo    | J | G | E | P | GF | GC | DG | PTS |
| --------- | - | - | - | - | -- | -- | -- | --- |
| Dinamarca | 0 | 0 | 0 | 0 | 0  | 0  | 0  | 0   |
| Argentina | 0 | 0 | 0 | 0 | 0  | 0  | 0  | 0   |
| Grecia    | 0 | 0 | 0 | 0 | 0  | 0  | 0  | 0   |
| Catar     | 0 | 0 | 0 | 0 | 0  | 0  | 0  | 0   |
| Argelia   | 0 | 0 | 0 | 0 | 0  | 0  | 0  | 0   |
| Venezuela | 0 | 0 | 0 | 0 | 0  | 0  | 0  | 0   |

- Resultados

| Fecha | Hora² | Partido¹  | Partido¹ | Partido¹  | Resultado |
| ----- | ----- | --------- | -------- | --------- | --------- |
| 17.07 | 16:00 | Dinamarca | -        | Catar     |           |
| 17.07 | 18:00 | Argentina | -        | Venezuela |           |
| 17.07 | 20:00 | Grecia    | -        | Argelia   |           |
| 18.07 | 16:00 | Catar     | -        | Argentina |           |
| 18.07 | 18:00 | Argelia   | -        | Dinamarca |           |
| 18.07 | 20:00 | Venezuela | -        | Grecia    |           |
| 19.07 | 16:00 | Dinamarca | -        | Venezuela |           |
| 19.07 | 18:00 | Argentina | -        | Grecia    |           |
| 19.07 | 20:00 | Catar     | -        | Argelia   |           |
| 21.07 | 16:00 | Argentina | -        | Argelia   |           |
| 21.07 | 18:00 | Grecia    | -        | Dinamarca |           |
| 21.07 | 20:00 | Venezuela | -        | Catar     |           |
| 22.07 | 16:00 | Argelia   | -        | Venezuela |           |
| 22.07 | 18:00 | Grecia    | -        | Catar     |           |
| 22.07 | 20:00 | Dinamarca | -        | Argentina |           |

- (¹) -  Todos en Tesalónica (YMCA Indoor Arena)
- (²) -  Hora local de Grecia (UTC+1)

### Grupo C
| Equipo        | J | G | E | P | GF | GC | DG | PTS |
| ------------- | - | - | - | - | -- | -- | -- | --- |
| Egipto        | 0 | 0 | 0 | 0 | 0  | 0  | 0  | 0   |
| Alemania      | 0 | 0 | 0 | 0 | 0  | 0  | 0  | 0   |
| Brasil        | 0 | 0 | 0 | 0 | 0  | 0  | 0  | 0   |
| Rusia         | 0 | 0 | 0 | 0 | 0  | 0  | 0  | 0   |
| Corea del Sur | 0 | 0 | 0 | 0 | 0  | 0  | 0  | 0   |
| Benín         | 0 | 0 | 0 | 0 | 0  | 0  | 0  | 0   |

- Resultados

| Fecha | Hora² | Partido¹      | Partido¹ | Partido¹      | Resultado |
| ----- | ----- | ------------- | -------- | ------------- | --------- |
| 17.07 | 16:00 | Egipto        | -        | Rusia         |           |
| 17.07 | 18:00 | Alemania      | -        | Benín         |           |
| 17.07 | 20:00 | Brasil        | -        | Corea del Sur |           |
| 18.07 | 16:00 | Rusia         | -        | Alemania      |           |
| 18.07 | 18:00 | Corea del Sur | -        | Egipto        |           |
| 18.07 | 20:00 | Benín         | -        | Brasil        |           |
| 19.07 | 16:00 | Egipto        | -        | Benín         |           |
| 19.07 | 18:00 | Alemania      | -        | Brasil        |           |
| 19.07 | 20:00 | Rusia         | -        | Corea del Sur |           |
| 21.07 | 16:00 | Alemania      | -        | Corea del Sur |           |
| 21.07 | 18:00 | Brasil        | -        | Egipto        |           |
| 21.07 | 20:00 | Benín         | -        | Rusia         |           |
| 22.07 | 16:00 | Corea del Sur | -        | Benín         |           |
| 22.07 | 18:00 | Brasil        | -        | Rusia         |           |
| 22.07 | 20:00 | Egipto        | -        | Alemania      |           |

- (¹) -  Todos en Tesalónica (PAOK Sports Arena)
- (²) -  Hora local de Grecia (UTC+1)

### Grupo D
| Equipo   | J | G | E | P | GF | GC | DG | PTS |
| -------- | - | - | - | - | -- | -- | -- | --- |
| Portugal | 0 | 0 | 0 | 0 | 0  | 0  | 0  | 0   |
| Suecia   | 0 | 0 | 0 | 0 | 0  | 0  | 0  | 0   |
| España   | 0 | 0 | 0 | 0 | 0  | 0  | 0  | 0   |
| Canadá   | 0 | 0 | 0 | 0 | 0  | 0  | 0  | 0   |
| Hungría  | 0 | 0 | 0 | 0 | 0  | 0  | 0  | 0   |
| Irán     | 0 | 0 | 0 | 0 | 0  | 0  | 0  | 0   |

- Resultados

| Fecha | Hora² | Partido¹ | Partido¹ | Partido¹ | Resultado |
| ----- | ----- | -------- | -------- | -------- | --------- |
| 17.07 | 16:00 | Portugal | -        | Canadá   |           |
| 17.07 | 18:00 | Suecia   | -        | Irán     |           |
| 17.07 | 20:00 | España   | -        | Hungría  |           |
| 18.07 | 16:00 | Canadá   | -        | Suecia   |           |
| 18.07 | 18:00 | Hungría  | -        | Portugal |           |
| 18.07 | 20:00 | Irán     | -        | España   |           |
| 19.07 | 16:00 | Portugal | -        | Irán     |           |
| 19.07 | 18:00 | Suecia   | -        | España   |           |
| 19.07 | 20:00 | Canadá   | -        | Hungría  |           |
| 21.07 | 16:00 | Suecia   | -        | Hungría  |           |
| 21.07 | 18:00 | España   | -        | Portugal |           |
| 21.07 | 20:00 | Irán     | -        | Canadá   |           |
| 22.07 | 16:00 | Hungría  | -        | Irán     |           |
| 22.07 | 18:00 | España   | -        | Canadá   |           |
| 22.07 | 20:00 | Portugal | -        | Suecia   |           |

- (¹) -  Todos en Tesalónica (Evosmos Sport Hall)
- (²) -  Hora local de Grecia (UTC+1)

## Rondas de Emplazamiento

### 21.º al 24º
|  | Semifinales 21º al 24º | Semifinales 21º al 24º |  |             | 21º         | 21º |  |
|  |                        |                        |  |             |             |     |  |
|  |                        |                        |  |             |             |     |  |
|  |                        |                        |  |             |             |     |  |
|  | 61. 6º Grupo A         |                        |  |             |             |     |  |
|  | 61. 6º Grupo B         |                        |  |             |             |     |  |
|  |                        |                        |  |             |             |     |  |
|  |                        |                        |  |             |             |     |  |
|  |                        |                        |  |             | Ganador 61  |     |  |
|  |                        | Ganador 62             |  |             |             |     |  |
|  |                        |                        |  |             |             |     |  |
|  |                        |                        |  |             |             |     |  |
|  |                        |                        |  |             | 23º         |     |  |
|  |                        |                        |  |             |             |     |  |
|  | 62. 6º Grupo C         |                        |  | Perdedor 61 |             |     |  |
|  | 62. 6º Grupo D         |                        |  |             | Perdedor 62 |     |  |

| Fecha | Hora² | Partido¹   | Partido¹ | Partido¹   | Resultado |
| ----- | ----- | ---------- | -------- | ---------- | --------- |
| 24.07 | 14:00 | 6º Grupo A | -        | 6º Grupo B |           |
| 24.07 | 16:00 | 6º Grupo C | -        | 6º Grupo D |           |

#### 23º/24º
| Fecha | Hora² | Partido¹    | Partido¹ | Partido¹    | Resultado |
| ----- | ----- | ----------- | -------- | ----------- | --------- |
| 25.07 | 14:00 | Perdedor 61 | -        | Perdedor 62 |           |

#### 21º/22º
| Fecha | Hora² | Partido¹   | Partido¹ | Partido¹   | Resultado |
| ----- | ----- | ---------- | -------- | ---------- | --------- |
| 25.07 | 16:00 | Ganador 61 | -        | Ganador 62 |           |

- (¹) -  Todos en Tesalónica
- (²) -  Hora local de Grecia (UTC+1)

### 17º al 20º
|  | Semifinales 21.º al 24º | Semifinales 21.º al 24º |  |             | 21º         | 21º |  |
|  |                         |                         |  |             |             |     |  |
|  |                         |                         |  |             |             |     |  |
|  |                         |                         |  |             |             |     |  |
|  | 63. 5º Grupo A          |                         |  |             |             |     |  |
|  | 61. 5º Grupo B          |                         |  |             |             |     |  |
|  |                         |                         |  |             |             |     |  |
|  |                         |                         |  |             |             |     |  |
|  |                         |                         |  |             | Ganador 63  |     |  |
|  |                         | Ganador 64              |  |             |             |     |  |
|  |                         |                         |  |             |             |     |  |
|  |                         |                         |  |             |             |     |  |
|  |                         |                         |  |             | 23º         |     |  |
|  |                         |                         |  |             |             |     |  |
|  | 64. 5º Grupo C          |                         |  | Perdedor 63 |             |     |  |
|  | 62. 5º Grupo D          |                         |  |             | Perdedor 64 |     |  |

| Fecha | Hora² | Partido¹   | Partido¹ | Partido¹   | Resultado |
| ----- | ----- | ---------- | -------- | ---------- | --------- |
| 24.07 | 18:00 | 5º Grupo A | -        | 5º Grupo B |           |
| 24.07 | 20:00 | 5º Grupo C | -        | 5º Grupo D |           |

#### 19º/20º
| Fecha | Hora² | Partido¹    | Partido¹ | Partido¹    | Resultado |
| ----- | ----- | ----------- | -------- | ----------- | --------- |
| 25.07 | 18:00 | Perdedor 63 | -        | Perdedor 64 |           |

#### 21º/22º
| Fecha | Hora² | Partido¹   | Partido¹ | Partido¹   | Resultado |
| ----- | ----- | ---------- | -------- | ---------- | --------- |
| 25.07 | 20:00 | Ganador 63 | -        | Ganador 64 |           |

- (¹) -  Todos en Tesalónica
- (²) -  Hora local de Grecia (UTC+1)

## Ronda Principal
|  | Octavos de final | Octavos de final |  |  | Cuartos de final | Cuartos de final |  |  | Semifinales | Semifinales |  |  | Final | Final |
|  |                  |                  |  |  |                  |                  |  |  |             |             |  |  |       |       |
|  |                  |                  |  |  |                  |                  |  |  |             |             |  |  |       |       |
|  |                  |                  |  |  |                  |                  |  |  |             |             |  |  |       |       |
|  |                  |                  |  |  |                  |                  |  |  |             |             |  |  |       |       |
|  | 65. 1º Grupo B   |                  |  |  |                  |                  |  |  |             |             |  |  |       |       |
|  |                  |                  |  |  |                  |                  |  |  |             |             |  |  |       |       |
|  | 65. 4º Grupo A   |                  |  |  |                  |                  |  |  |             |             |  |  |       |       |
|  | 85. Ganador 65   |                  |  |  |                  |                  |  |  |             |             |  |  |       |       |
|  |                  |                  |  |  |                  |                  |  |  |             |             |  |  |       |       |
|  |                  | 85. Ganador 66   |  |  |                  |                  |  |  |             |             |  |  |       |       |
|  | 66. 3º Grupo D   |                  |  |  |                  |                  |  |  |             |             |  |  |       |       |
|  |                  |                  |  |  |                  |                  |  |  |             |             |  |  |       |       |
|  | 66. 2º Grupo C   |                  |  |  |                  |                  |  |  |             |             |  |  |       |       |
|  | 97. Ganador 85   |                  |  |  |                  |                  |  |  |             |             |  |  |       |       |
|  |                  |                  |  |  |                  |                  |  |  |             |             |  |  |       |       |
|  |                  | 97. Ganador 86   |  |  |                  |                  |  |  |             |             |  |  |       |       |
|  | 67. 3º Grupo B   |                  |  |  |                  |                  |  |  |             |             |  |  |       |       |
|  |                  |                  |  |  |                  |                  |  |  |             |             |  |  |       |       |
|  | 67. 2º Grupo A   |                  |  |  |                  |                  |  |  |             |             |  |  |       |       |
|  | 86. Ganador 67   |                  |  |  |                  |                  |  |  |             |             |  |  |       |       |
|  |                  |                  |  |  |                  |                  |  |  |             |             |  |  |       |       |
|  |                  | 86. Ganador 68   |  |  |                  |                  |  |  |             |             |  |  |       |       |
|  | 68. 1º Grupo D   |                  |  |  |                  |                  |  |  |             |             |  |  |       |       |
|  |                  |                  |  |  |                  |                  |  |  |             |             |  |  |       |       |
|  | 68. 4º Grupo C   |                  |  |  |                  |                  |  |  |             |             |  |  |       |       |
|  | Ganador 97       |                  |  |  |                  |                  |  |  |             |             |  |  |       |       |
|  |                  |                  |  |  |                  |                  |  |  |             |             |  |  |       |       |
|  |                  | Ganador 98       |  |  |                  |                  |  |  |             |             |  |  |       |       |
|  | 69. 3º Grupo C   |                  |  |  |                  |                  |  |  |             |             |  |  |       |       |
|  |                  |                  |  |  |                  |                  |  |  |             |             |  |  |       |       |
|  | 69. 2º Grupo D   |                  |  |  |                  |                  |  |  |             |             |  |  |       |       |
|  | 87. Ganador 69   |                  |  |  |                  |                  |  |  |             |             |  |  |       |       |
|  |                  |                  |  |  |                  |                  |  |  |             |             |  |  |       |       |
|  |                  | 87. Ganador 70   |  |  |                  |                  |  |  |             |             |  |  |       |       |
|  | 70. 1º Grupo A   |                  |  |  |                  |                  |  |  |             |             |  |  |       |       |
|  |                  |                  |  |  |                  |                  |  |  |             |             |  |  |       |       |
|  | 70. 4º Grupo B   |                  |  |  |                  |                  |  |  |             |             |  |  |       |       |
|  | 98. Ganador 87   |                  |  |  |                  |                  |  |  |             |             |  |  |       |       |
|  |                  |                  |  |  |                  |                  |  |  |             |             |  |  |       |       |
|  |                  | 98. Ganador 88   |  |  |                  |                  |  |  |             |             |  |  |       |       |
|  | 71. 3º Grupo A   |                  |  |  |                  |                  |  |  |             |             |  |  |       |       |
|  |                  |                  |  |  |                  |                  |  |  |             |             |  |  |       |       |
|  | 71. 2º Grupo B   |                  |  |  |                  |                  |  |  |             |             |  |  |       |       |
|  | 88. Ganador 71   |                  |  |  |                  |                  |  |  |             |             |  |  |       |       |
|  |                  |                  |  |  |                  |                  |  |  |             |             |  |  |       |       |
|  |                  | 89. Ganador 72   |  |  |                  |                  |  |  |             |             |  |  |       |       |
|  | 72. 1º Grupo C   |                  |  |  |                  |                  |  |  |             |             |  |  |       |       |
|  |                  |                  |  |  |                  |                  |  |  |             |             |  |  |       |       |
|  | 72. 4º Grupo D   |                  |  |  |                  |                  |  |  |             |             |  |  |       |       |
|  |                  |                  |  |  |                  |                  |  |  |             |             |  |  |       |       |

|  | Cuartos de final | Cuartos de final |            |  | Semifinales | Semifinales |  |  | Final | Final |  |
|  | 9º al 16º        | 9º al 16º        |            |  | 9º al 12º   | 9º al 12º   |  |  | 9º    | 9º    |  |
|  |                  |                  |            |  |             |             |  |  |       |       |  |
|  |                  |                  |            |  |             |             |  |  |       |       |  |
|  | Perdedor 65      |                  |            |  |             |             |  |  |       |       |  |
|  |                  |                  |            |  |             |             |  |  |       |       |  |
|  | Perdedor 66      |                  |            |  |             |             |  |  |       |       |  |
|  |                  | Ganador 77       |            |  |             |             |  |  |       |       |  |
|  |                  |                  |            |  |             |             |  |  |       |       |  |
|  |                  |                  | Ganador 78 |  |             |             |  |  |       |       |  |
|  | Perdedor 67      |                  |            |  |             |             |  |  |       |       |  |
|  |                  |                  |            |  |             |             |  |  |       |       |  |
|  | Perdedor 68      |                  |            |  |             |             |  |  |       |       |  |
|  |                  |                  |            |  |             | Ganador 83  |  |  |       |       |  |
|  |                  |                  |            |  |             |             |  |  |       |       |  |
|  |                  |                  | Ganador 84 |  |             |             |  |  |       |       |  |
|  | Perdedor 69      |                  |            |  |             |             |  |  |       |       |  |
|  |                  |                  |            |  |             |             |  |  |       |       |  |
|  | Perdedor 70      |                  |            |  |             |             |  |  |       |       |  |
|  |                  | Ganador 79       |            |  |             |             |  |  |       |       |  |
|  |                  |                  |            |  |             |             |  |  |       |       |  |
|  |                  |                  | Ganador 80 |  |             |             |  |  |       |       |  |
|  | Perdedor 71      |                  |            |  |             |             |  |  |       |       |  |
|  |                  |                  |            |  |             |             |  |  |       |       |  |
|  | Perdedor 72      |                  |            |  |             |             |  |  |       |       |  |
|  |                  |                  |            |  |             |             |  |  |       |       |  |
|  |                  |                  |            |  |             |             |  |  |       |       |  |

|  | Semifinales 13º al 16º | Semifinales 13º al 16º |  |             | 13º         | 13º |  |
|  |                        |                        |  |             |             |     |  |
|  |                        |                        |  |             |             |     |  |
|  | 81                     |                        |  |             |             |     |  |
|  | Perdedor 77            |                        |  |             |             |     |  |
|  | Perdedor 78            |                        |  |             |             |     |  |
|  |                        |                        |  |             |             |     |  |
|  |                        |                        |  |             |             |     |  |
|  |                        |                        |  |             | Ganador 81  |     |  |
|  |                        | Ganador 82             |  |             |             |     |  |
|  |                        |                        |  |             |             |     |  |
|  |                        |                        |  |             |             |     |  |
|  |                        |                        |  |             | 15º         |     |  |
|  | 82                     |                        |  |             |             |     |  |
|  | Perdedor 79            |                        |  | Perdedor 81 |             |     |  |
|  | Perdedor 80            |                        |  |             | Perdedor 82 |     |  |

|  | Semifinales 5º al 8º | Semifinales 5º al 8º |  |             | 5º          | 5º |  |
|  |                      |                      |  |             |             |    |  |
|  |                      |                      |  |             |             |    |  |
|  | 93                   |                      |  |             |             |    |  |
|  | Perdedor 85          |                      |  |             |             |    |  |
|  | Perdedor 86          |                      |  |             |             |    |  |
|  |                      |                      |  |             |             |    |  |
|  |                      |                      |  |             |             |    |  |
|  |                      |                      |  |             | Ganador 93  |    |  |
|  |                      | Ganador 94           |  |             |             |    |  |
|  |                      |                      |  |             |             |    |  |
|  |                      |                      |  |             |             |    |  |
|  |                      |                      |  |             | 7º          |    |  |
|  | 94                   |                      |  |             |             |    |  |
|  | Perdedor 87          |                      |  | Perdedor 93 |             |    |  |
|  | Perdedor 88          |                      |  |             | Perdedor 94 |    |  |

### Octavos de final
| Fecha | Hora² | Partido¹   | Partido¹ | Partido¹   | Resultado |
| ----- | ----- | ---------- | -------- | ---------- | --------- |
| 24.07 | 13:00 | 1º Grupo B | -        | 4º Grupo A |           |
| 24.07 | 15:30 | 3º Grupo D | -        | 2º Grupo C |           |
| 24.07 | 18:00 | 3º Grupo B | -        | 2º Grupo A |           |
| 24.07 | 20:30 | 1º Grupo D | -        | 4º Grupo C |           |
| 24.07 | 13:00 | 3º Grupo C | -        | 2º Grupo D |           |
| 24.07 | 15:30 | 1º Grupo A | -        | 4º Grupo B |           |
| 24.07 | 18:00 | 3º Grupo A | -        | 2º Grupo B |           |
| 24.07 | 20:30 | 1º Grupo C | -        | 4º Grupo D |           |

### 9º al 16º
| Fecha | Hora² | Partido¹    | Partido¹ | Partido¹    | Resultado |
| ----- | ----- | ----------- | -------- | ----------- | --------- |
| 25.07 | 13:00 | Perdedor 65 | -        | Perdedor 66 |           |
| 25.07 | 15:30 | Perdedor 67 | -        | Perdedor 68 |           |
| 25.07 | 18:00 | Perdedor 69 | -        | Perdedor 70 |           |
| 25.07 | 20:30 | Perdedor 71 | -        | Perdedor 72 |           |

### Cuartos de final
| Fecha | Hora² | Partido¹   | Partido¹ | Partido¹   | Resultado |
| ----- | ----- | ---------- | -------- | ---------- | --------- |
| 26.07 | 13:00 | Ganador 65 | -        | Ganador 66 |           |
| 26.07 | 15:30 | Ganador 67 | -        | Ganador 68 |           |
| 26.07 | 18:00 | Ganador 69 | -        | Ganador 70 |           |
| 26.07 | 20:30 | Ganador 71 | -        | Ganador 72 |           |

### 13º al 16º
| Fecha | Hora² | Partido¹    | Partido¹ | Partido¹    | Resultado |
| ----- | ----- | ----------- | -------- | ----------- | --------- |
| 26.07 | 14:00 | Perdedor 77 | -        | Perdedor 78 |           |
| 26.07 | 16:00 | Perdedor 79 | -        | Perdedor 80 |           |

### 9º al 12º
| Fecha | Hora² | Partido¹   | Partido¹ | Partido¹   | Resultado |
| ----- | ----- | ---------- | -------- | ---------- | --------- |
| 26.07 | 18:00 | Ganador 77 | -        | Ganador 78 |           |
| 26.07 | 20:30 | Ganador 79 | -        | Ganador 80 |           |

### 5º al 8º
| Fecha | Hora² | Partido¹    | Partido¹ | Partido¹    | Resultado |
| ----- | ----- | ----------- | -------- | ----------- | --------- |
| 27.07 | 13:00 | Perdedor 85 | -        | Perdedor 86 |           |
| 27.07 | 15:30 | Perdedor 87 | -        | Perdedor 88 |           |

### Semifinales
| Fecha | Hora² | Partido¹   | Partido¹ | Partido¹   | Resultado |
| ----- | ----- | ---------- | -------- | ---------- | --------- |
| 28.07 | 18:00 | Ganador 85 | -        | Ganador 86 |           |
| 28.07 | 20:30 | Ganador 87 | -        | Ganador 88 |           |

### 15º/16º
| Fecha | Hora² | Partido¹    | Partido¹ | Partido¹    | Resultado |
| ----- | ----- | ----------- | -------- | ----------- | --------- |
| 28.07 | 14:00 | Perdedor 81 | -        | Perdedor 82 |           |

### 13º/14º
| Fecha | Hora² | Partido¹   | Partido¹ | Partido¹   | Resultado |
| ----- | ----- | ---------- | -------- | ---------- | --------- |
| 28.07 | 16:00 | Ganador 81 | -        | Ganador 82 |           |

### 11º/12º
| Fecha | Hora² | Partido¹    | Partido¹ | Partido¹    | Resultado |
| ----- | ----- | ----------- | -------- | ----------- | --------- |
| 28.07 | 18:00 | Perdedor 83 | -        | Perdedor 84 |           |

### 9º/10º
| Fecha | Hora² | Partido¹   | Partido¹ | Partido¹   | Resultado |
| ----- | ----- | ---------- | -------- | ---------- | --------- |
| 28.07 | 20:00 | Ganador 83 | -        | Ganador 84 |           |

### 7º/8º
| Fecha | Hora² | Partido¹    | Partido¹ | Partido¹    | Resultado |
| ----- | ----- | ----------- | -------- | ----------- | --------- |
| 28.07 | 13:00 | Perdedor 93 | -        | Perdedor 94 |           |

### 5º/6º
| Fecha | Hora² | Partido¹   | Partido¹ | Partido¹   | Resultado |
| ----- | ----- | ---------- | -------- | ---------- | --------- |
| 28.07 | 15:30 | Ganador 93 | -        | Ganador 94 |           |

### 3º/4º
| Fecha | Hora² | Partido¹    | Partido¹ | Partido¹    | Resultado |
| ----- | ----- | ----------- | -------- | ----------- | --------- |
| 30.07 | 18:00 | Perdedor 97 | -        | Perdedor 98 |           |

### Final
| Fecha | Hora² | Partido¹   | Partido¹ | Partido¹   | Resultado |
| ----- | ----- | ---------- | -------- | ---------- | --------- |
| 30.07 | 20:30 | Ganador 97 | -        | Ganador 98 |           |

- (¹) -  Todos en Tesalónica
- (²) -  Hora local de Grecia (UTC+1)